# Серано
Серано (исп. Cerano) — посёлок в муниципалитете Юририя в мексиканском штате Гуанахуато. Численность населения, по данным переписи 2010 года, составила 6 530 человек.

## История
Посёлок был основан в 1632 году народом тараско.